# Сан-Джироламо-деи-Кроати (титулярная церковь)
Титулярная церковь Сан-Джироламо-деи-Кроати, также известная как Сан-Джироламо-дельи-Скьявони (лат. Sancti Hieronymi Croatarum) — титулярная церковь была создана 8 февраля 1566 года Папой Пием V. Титулярная церковь принадлежит церкви Сан-Джироламо-деи-Кроати, являющейся национальной церковью хорватов в Риме. Церковь расположена на виа Томачелли, на Марсово поле.
В 1570 году титул церкви был возложен на кардинала Феличе Перетти Монтальто, будущего Сикста V. В 1588 году старая церковь была снесена по приказу Папы Сикста V и том же году началось строительство новой церкви, которая была освящена осенью 1589 года. Церковь Сан-Джироламо-деи-Кроати была единственной церковью начавшейся и закончившей строиться при Сиксте V, папской буллой от 1 августа вверенной хорватам. Сикст V также установил, что должен был быть сформирован капитул из 11 прелатов хорватского происхождения, которые должны знать хорватский язык.

## Список кардиналов-священников титулярной церкви Сан-Джироламо-деи-Кроати
- Просперо Сантакроче (8 февраля 1566 — 12 апреля 1570, назначен кардиналом-священником Санта-Мария-дельи-Анджели-э-деи-Мартири);
- Феличе Перетти ди Монтальто, O.F.M.Conv. (9 июня 1570 — 24 апреля 1585, избран Папой римским Сикстом V);
- Алессандро Дамашени Перетти ди Монтальто, титулярная диакония pro illa vice (14 июня 1585 — 20 апреля 1587, назначен кардиналом-священником Санта-Мария-ин-Козмедин);
- Педро де Деса Мануэль (20 апреля 1587 — 18 августа 1597, назначен кардиналом-священником Сан-Лоренцо-ин-Лучина);
- Симеоне Тальявиа д’Арагонья (18 августа 1597 — 21 февраля 1600, назначен кардиналом-священником Санта-Прасседе);
- Бонифацио Бевилакква Альдобрандини (26 февраля 1601 — 31 августа 1611, назначен кардиналом-священником Санта-Приска);
- Феличе Чентини, O.F.M.Conv. (12 сентября 1612 — 12 августа 1613, назначен кардиналом-священником Сан-Лоренцо-ин-Панисперна);
- Маттео Приули (17 октября 1616 — 23 июня 1621, назначен кардиналом-священником Сан-Марко);
- Джованни Дольфин (23 июня 1621 — 23 августа 1622, назначен кардиналом-священником Сан-Карло-ай-Катинари);
  - вакансия (1622 — 1632);
- Петер Пазмань, S.J. (31 мая 1632 — 19 марта 1637, до смерти);
  - вакансия (1637 — 1642);
- Франческо Перетти ди Монтальто (10 февраля 1642 — 4 мая 1655, до смерти);
  - вакансия (1653 — 1657);
- Джироламо Буонвизи (23 апреля 1657 — 21 февраля 1677, до смерти);
  - вакансия (1677 — 1681);
- Джованни Баттиста Де Лука (22 сентября 1681 — 5 февраля 1683, до смерти);
  - вакансия (1683 — 1689);
- Леопольд Карл фон Коллонич (14 ноября 1689 — 20 января 1707, до смерти);
  - вакансия (1707 — 1720);
- Корнелио Бентивольо (15 апреля 1720 — 25 июня 1727, назначен кардиналом-священником Санта-Чечилия);
- Леандро ди Порца, O.S.B.Cas. (10 мая — 20 сентября 1728, назначен кардиналом-священником Сан-Каллисто);
- Синибальдо Дориа (17 декабря 1731 — 2 декабря 1733, до смерти);
  - вакансия (1733 — 1745);
- Джакомо Одди, (5 апреля 1745 — 12 января 1756, назначен кардиналом-священником Сант-Анастазия);
- Пьетро Паоло Конти (19 ноября 1759 — 21 марта 1763, назначен кардиналом-священником Санто-Стефано-аль-Монте-Челио);
  - вакансия (1763 — 1780);
- Франтишек де Паула Хрзан-з-Харасова (11 декабря 1780 — 13 сентября 1782, назначен кардиналом-священником Санти-Нерео-эд-Акиллео);
- Франческо Каррара (11 апреля 1785 — 11 апреля 1791, назначен кардиналом-священником Сан-Сильвестро-ин-Капите);
  - вакансия (1791 — 1802);
- Чезаре Бранкадоро (20 июля 1801 — 29 мая 1820, назначен кардиналом-священником Сант-Агостино);
  - вакансия (1830 — 1836);
- Габриэле делла Дженга Серматтеи (21 ноября 1836 — 10 февраля 1861, до смерти);
- Антонио Мария Панебьянко, O.F.M.Conv. (30 сентября — 23 декабря 1861, назначен кардиналом-священником Санти-XII-Апостоли);
- Джузеппе Андреа Бидзарри (19 марта 1863 — 5 июля 1875, назначен кардиналом-священником Санта-Бальбина);
- Луиджи Серафини (20 марта 1877 — 1 июня 1888, назначен кардиналом-епископом Сабины);
- Серафино Ваннутелли (11 февраля 1889 — 12 июня 1893, назначен кардиналом-епископом Фраскати);
- Лёринц Шлаух (21 мая 1894 — 10 июля 1902, до смерти);
- Андреа Аюти (12 ноября 1903 — 28 апреля 1905, до смерти);
  - вакансия (1905 — 1911);
- Франтишек Салески Бауэр (2 декабря 1912 — 25 ноября 1915, до смерти);
- Раффаэле Скапинелли ди Легуиньо (7 декабря 1916 — 16 сентября 1933, до смерти);
- Сантьяго Луис Копельо (19 декабря 1935 — 14 декабря 1959, назначен кардиналом-священником Сан-Лоренцо-ин-Дамазо);
- Густаво Теста (17 декабря 1959 — 28 февраля 1969, до смерти);
  - вакансия (1969 — 1973);
- Паоло Бертоли (5 марта 1973 — 30 июня 1979, назначен кардиналом-епископом Фраскати);
- Франьо Кухарич (20 февраля 1983 — 11 марта 2002, до смерти);
- Йосип Бозанич (21 октября 2003 — по настоящее время).